# Icehouse
Icehouse (Flowers entre 1977 e 1981) é uma banda australiana de new wave formada em 1977, e que tem como vocalista Iva Davies. Produziu alguns hits como "Electric Blue", "My Obsession", "Great Southern Land", "Crazy", "Heaven", "Man Of Colours" e "No Promises".

## Discografia

### Álbuns de estúdio
- Icehouse (1980)
- Primitive Man (1982)
- Love in Motion (1983)
- Sidewalk (1984)
- Boxes (1985)
- Measure for Measure (1986)
- Angel Street (1987)
- Man of Colours (1987)
- Code Blue (1990)
- Big Wheel (1993)
- The Berlin Tapes (1995)
- Bi-polar Poems (2006)
- Man of Colours (2011)

### EP
- Fresco (1983)
- Spin One (1993)
- Endless Ocean (2015)

### Compilações
- Great Southern Land (1989)
- Masterfile (1992)
- Full Circle (1993)
- The Singles (1995)
- Love in Motion (1996)
- No Promisess (1997)
- Hey Little Girl (1997)
- Meltdown (2002)
- Heroes (2004)

## Presença em Brega e Chique Internacional
Em 1987 a canção "No Promises" esteve incluída na trilha sonora internacional da telenovela brasileira, "Brega & Chique", de Cassiano Gabus Mendes, exibida pela Rede Globo.
1. ↑  Xavier, Nilson. «Brega e Chique». Teledramaturgia. Consultado em 15 de maio de 2022